# 澤納 (紐約州)
澤納（英語：Zena）是位於美國紐約州阿爾斯特縣的普查規定居民點。

## 人口
根據2020年美國人口普查的數據，澤納的面積為8.01平方千米，當中陸地面積為7.92平方千米，而水域面積為0.09平方千米。當地共有人口1038人，而人口密度為每平方千米129.59人。